# Holohalaelurus grennian
Holohalaelurus grennian — акула з роду Африканська котяча акула родини Котячі акули. Інші назви «східна африканська котяча акула», «усміхнений ізак», «усміхнена котяча акула», «східноафриканський ізак».

## Опис
Загальна довжина досягає 26-27 см. Голова широка, дещо сплощена. Морда округла. Очі помірного розміру, овальні, горизонтальної форми з мигальною перетинкою. Зіниці щілиноподібні. Під очима присутні щічні горбики. Очі розташовані високо на голові. За ними є крихітні бризкальця. Ніздрі розташовані відносно широко, мають трикутні носові клапани. Губні борозни майже непомітні. Рот широкий. Зуби дрібні, з багатьма верхівками, зазвичай 3, з яких центральна є краще сформованою за бокові. У неї 5 пар коротких зябрових щілин Тулуб подовжений, щільний, гладкий (товстий). Грудні плавці добре розвинені, широкі. Має 2 спинних плавця, з яких задній трохи більше за передній. Передній спинний плавець розташовано позаду черевних плавців, задній — позаду анального. Анальний плавець витягнутий, низький. Хвостовий плавець вузький, короткий.
Забарвлення жовто-коричневе з численними темними плямочками нас спині і боках. Черево має світліший колір за спину.

## Спосіб життя
Тримається на глибинах 200–300 м. У випадку небезпеки здатна ховати голову під хвоста, утворюючи щось на кшталт кільця. Доволі активна акула. Більшу частину часу проводить у пошуках здобичі, не нападаючи із засідки. Живиться переважно креветками, крабами, дрібною рибою, морськими личинками, морськими черв'яками.
Це яйцекладна акула. Самиця відкладає 2 яйця в твердих капсулах. Яйця мають з боків вусики, якими чіпляються до ґрунту.
Не є об'єктом промислового вилову. На популяцію негативно впливає глибоководний вилову ракоподібних, внаслідок чого чисельність цієї акули постійно скорочується.

## Розповсюдження
Мешкає біля узбережжя Танзанії та Кенії (від острова Занзібар до мису Рас-Нґомені).